# Megeuptychia monopunctata
Espèce
Megeuptychia monopunctata est une espèce de lépidoptères (papillons) de la famille des Nymphalidae, de la sous-famille des Satyrinae et du genre Megeuptychia.

## Dénomination
Megeuptychia monopunctata a été décrit par Keith Richard Willmott (d) et Jason Piers Wilton Hall en 1995.

## Description
Megeuptychia monopunctata est un papillon au dessus de couleur marron.
Le revers est marron avec aux ailes antérieures un ocelle noir et pupillé à l'apex et aux ailes postérieures une ligne d'ocelles ronds dont les deux proches de l'apex un très petit et un gros, et le plus proche de l'angle anal sont noirs et pupillés, les autres se limitant à un cerne jaune peu visible.

## Écologie et distribution
Megeuptychia monopunctata est présent en Équateur et au Pérou.

### Protection
Pas de statut de protection particulier.